# 長濱鄉立圖書館
長濱圖書館（阿美族語：Pinenengan to Codad no Kakacawan、英語：Changbin Library 或 Kakacawan Library），全名長濱鄉立圖書館，位於台灣台東縣長濱鄉長濱村的公共圖書館。當地族群除了以阿美族為大宗外，尚有西拉雅族、噶瑪蘭族、布農族、閩籍漢人與客家人等等；長濱圖書館為境內唯一的藝文交流中心，在文化活動推廣上的重要性不言而喻。

## 沿革
長濱鄉東臨太平洋，西倚海岸山脈，地勢背山面海，位於今臺灣台東縣的東北端，清代光緒朝推行「開山撫番」政策之前，長濱鄉多以阿美族組成的部落為主，長濱鄉中長濱村如石坑部落（Ciwkangan）、下田組部落（Takumi）與城子埔部落（Siyapo）等等皆為阿美族的勢力範圍；當地舊稱「加走灣（Kakacawan）」，也是自阿美族語「巡邏、瞭望」而來。
長濱村長期為長濱鄉行政中心，舉凡學校、公所等機關皆設立於此，與濱海公路台11線相去不遠，交通尚稱便利，故長濱圖書館亦選址於此。圖書館在民國78年（1989年）3月1日動工，民國79年（1990年）10月5日竣工，並於同月30日開館啟用。民國94年（2005年）因外觀老舊，進行環境重整的整修工程，並於民國95年（2006年）完工。
第17屆長濱鄉長潘淑芳鑑於鄉內圖書館舍老舊且照明晦暗，為提升更優質的閱讀環境，陸續向教育部、台東縣政府爭取經費，外加鄉公所部分自籌款項，在民國107年（2018年）7月11日閉館進行整修工程，翌年4月9日重新開館啟用，館內會議室、視聽室及兒童區等環境空間獲得大幅改善。

## 圖輯

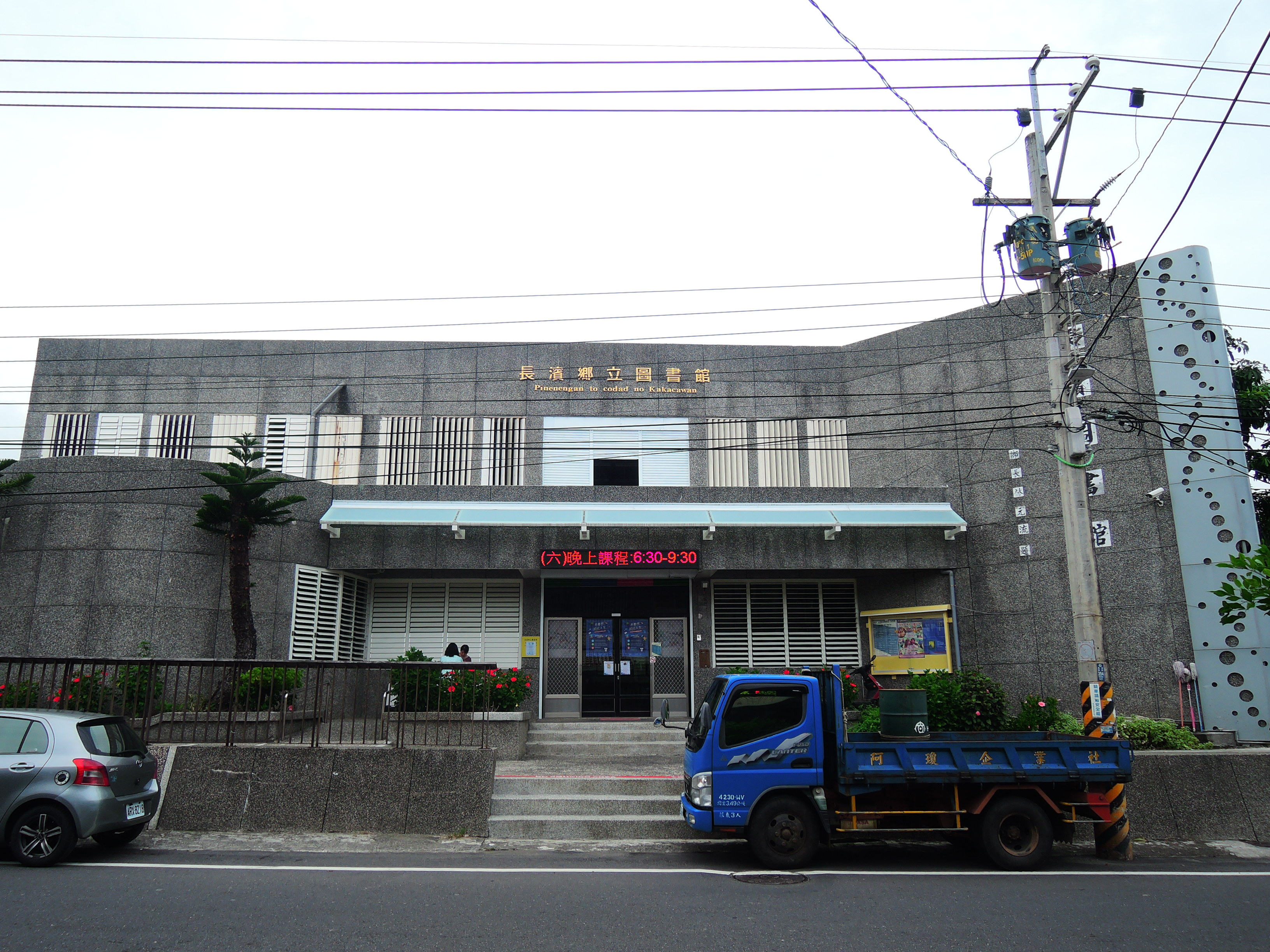
圖書館正面
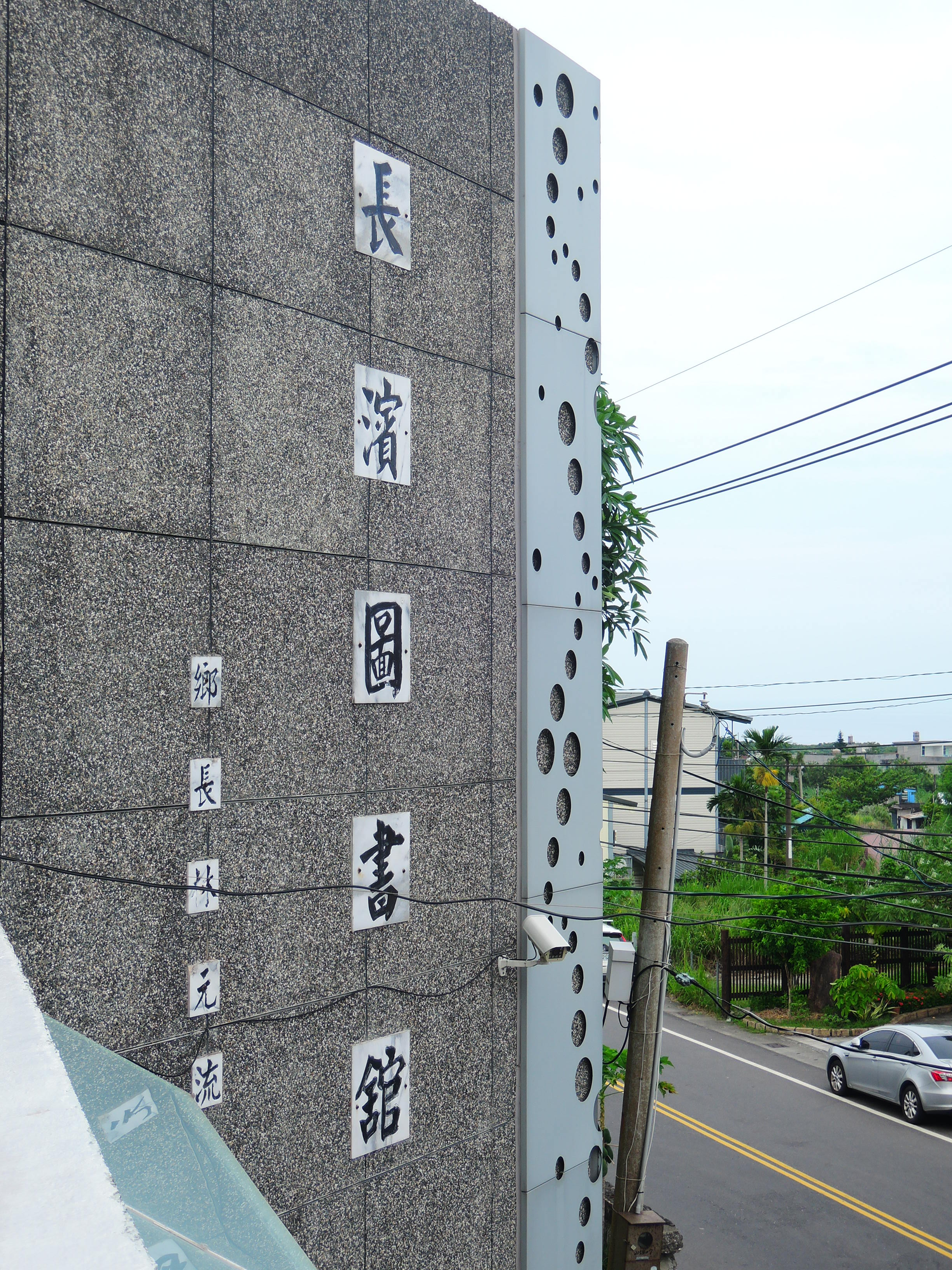
圖書館舊題字（林元流題）
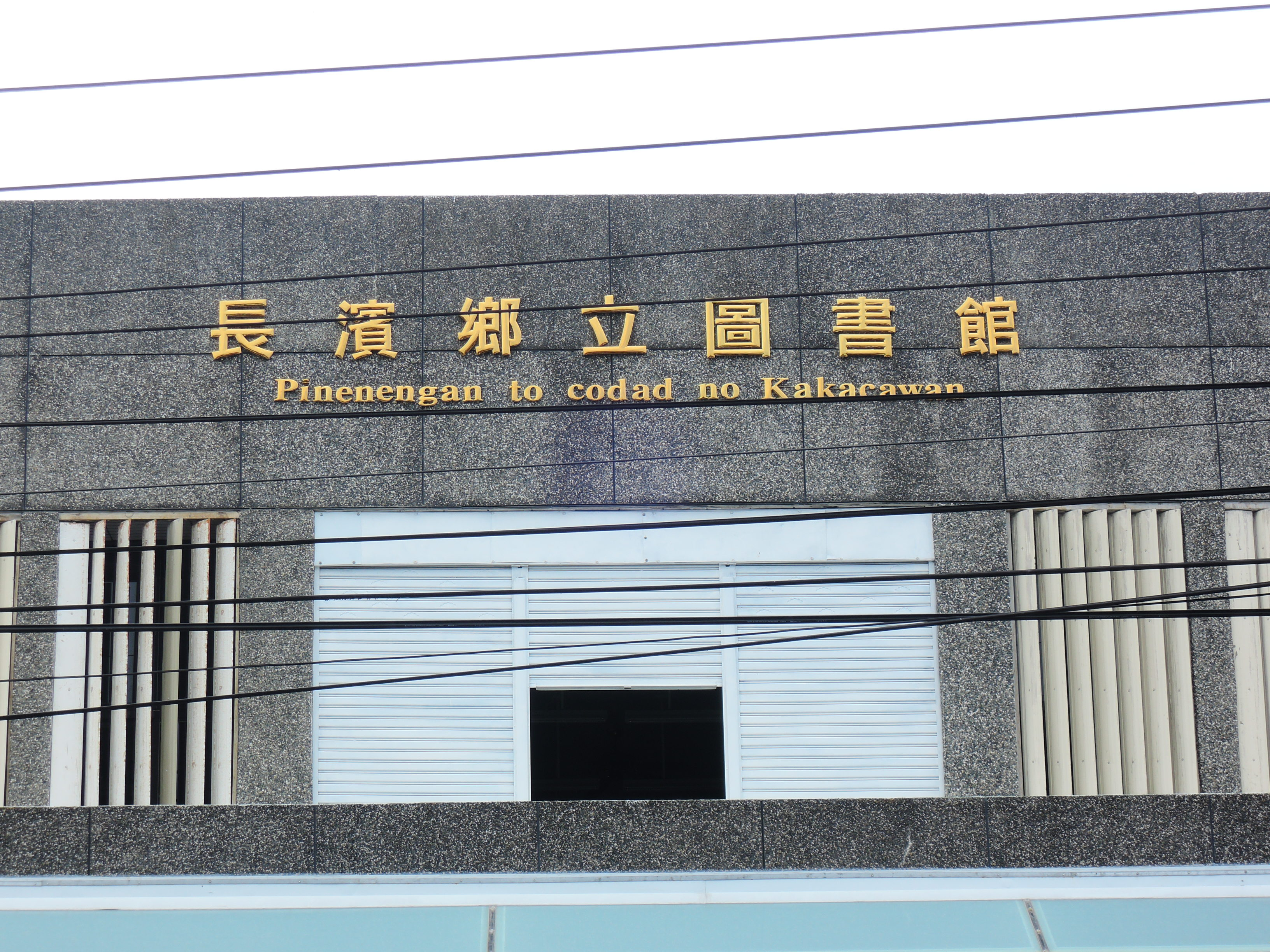
中文與阿美族語並陳的標誌
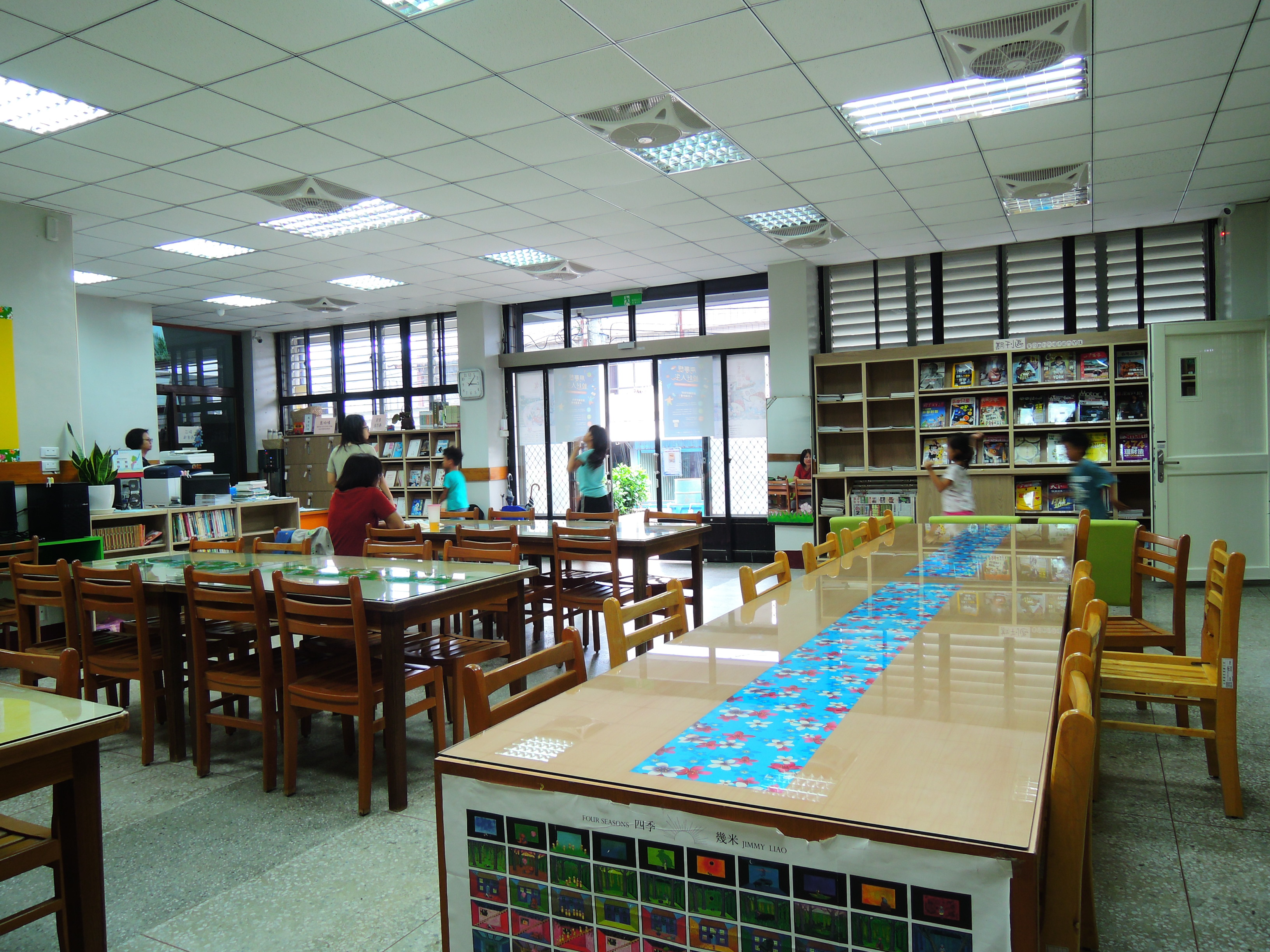
一樓：書庫與閱覽空間
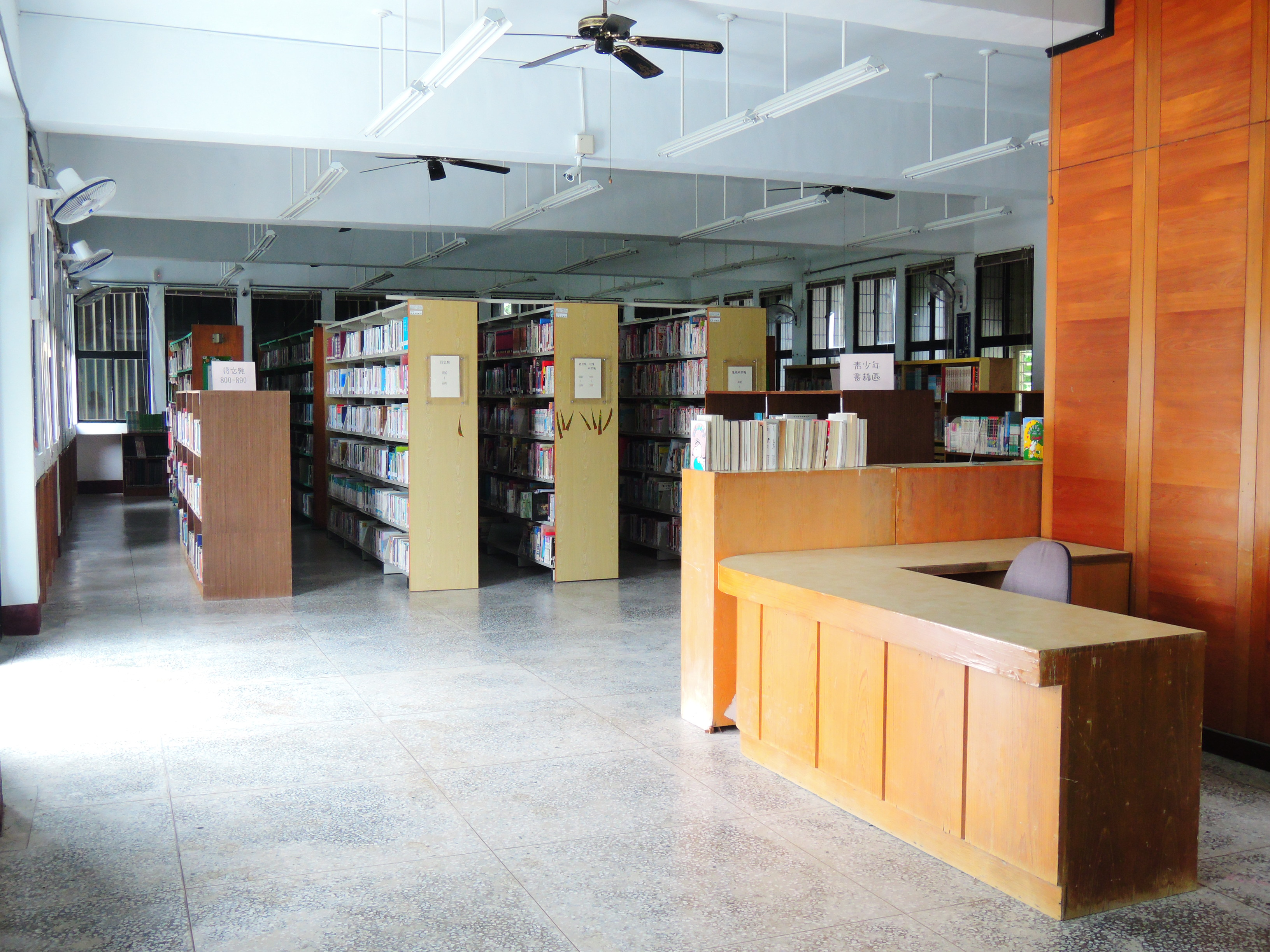
二樓：藏書空間

## 空間
長濱圖書館為二層樓高的獨棟水泥建築，總面積約261平方公尺。

## 開放時間
長濱圖書館開館時間為星期二至星期六，時段分為上午時段8點至12點，下午時段1點至5點，中午閉館一小時。星期日、星期一以及其他國定例假日皆休館。

## 外部連結
- 長濱鄉立圖書館的Facebook專頁